# Paul Lawrie Matchplay
De Paul Lawrie Matchplay is een golftoernooi van de Europese PGA Tour. Het wordt gespeeld op de Murcar Links Golf Club, ten noorden van Aberdeen, de stad waar tweevoudig Ryder Cup-speler Paul Lawrie vandaan komt. Aan dit toernooi mogen de 64 beste spelers van de Race To Dubai meedoen. Er is een contract gesloten voor 2015, 2016 en 2017. 
| Jaar                                  | Winnaar                               | Score                                 | Finalist                              |
| Saltire Energy Paul Lawrie Match Play | Saltire Energy Paul Lawrie Match Play | Saltire Energy Paul Lawrie Match Play | Saltire Energy Paul Lawrie Match Play |
| ------------------------------------- | ------------------------------------- | ------------------------------------- | ------------------------------------- |
| 2015                                  |                                       |                                       |                                       |
| 2016                                  |                                       |                                       |                                       |
| 2017                                  |                                       |                                       |                                       |

 Nedbank Golf Challenge ·
 Alfred Dunhill Championship ·
 South African Open ·
 Abu Dhabi Golf Championship ·
 Qatar Masters ·
 Dubai Desert Classic ·
 Malaysian Open ·
 Thailand Classic ·
 Indian Open ·
 Joburg Open ·
 WGC - Championship ·
 Africa Open ·
 Tshwane Open ·
 Madeira Island Open ·
 Trophée Hassan II ·
 The Masters · 
 Shenzhen International ·
 Volvo China Open ·
 WGC - Match Play Championship ·
 Mauritius Open ·
 Open de España ·
 BMW PGA Championship ·
 Irish Open ·
 Nordea Masters ·
 Lyoness Open ·
 US Open · 
 BMW International Open ·
 Open de France ·
 Scottish Open ·
 The Open Championship · 
 European Masters ·
 Paul Lawrie Matchplay ·
 WGC - Invitational ·
 US PGA Championship · 
 Made in Denmark ·
 Czech Masters ·
 Russian Open ·
 KLM Open ·
 Open d’Italia ·
 European Open ·
 Alfred Dunhill Links Championship ·
 World Match Play Championship ·
 Portugal Masters ·
 Hong Kong Open ·
 BMW Masters ·
 WGC - Champions ·
 Turks Open ·
 Dubai World Championship
EurAsia Cup · Ryder Cup · Seve Trophy · World Cup of Golf